# 김달
김달은 대한민국의 만화가이다.

## 생애
허니앤파이에서 웹툰 <달이 속삭이는 이야기>로 데뷔했다.
레진코믹스에서 <여자 제갈량>, <환관제조일기>, <레이디 셜록>, <달의 상자>를 연재했다.
포스타입에서 <여자가 자살하는 나라>, <운명의 소녀들>을 연재했다.

## 작품 특징

### 그림
플랫폼 주간연재에서는 부드럽고 둥근 선화의 컬러 그림을 그렸다.
이후 가느다란 선화의 흑백만화를 그린다.

## 작품
- 달이 속삭이는 이야기(단편집)
- 여자 제갈량
- 환관제조일기

- 달의 상자(단편집)
- 레이디 셜록

## 단행본
- 여자 제갈량
- 환관제조일기
- 레이디 셜록
- 달의 상자
- 도덕적 해이
- 여자가 자살하는 나라
- 운명의 소녀들